# Braxen-klass
Braxen-klass var en ubåtklass i svenska marinen, omfattande Braxen och Abborren, som byggdes vid Örlogsvarvet i Karlskrona och togs i tjänst 1917. De byggde på en utveckling av Laxen-klassen för att öka beboeligheten ombord. Bestyckningen ökades till 2 stycken 45 centimeters torpedtuber. Den 6-cylindriga dieselmotorn gav 320 hk och ökade farten till 9,5 knop i övervattensläge och 7,4 knop i undervattensläge. Bägge båtarna utrangerades 1937 men låg fortfarande i sjön 1942.